# Daniele Catto
Daniele Catto (Prata di Pordenone, 9 dicembre 1962) è un ex calciatore italiano, di ruolo terzino.

## Carriera
Debutta in Serie C2 con il Venezia nel 1981 e l'anno seguente passa alla Sambenedettese dove gioca 56 gare in Serie B nell'arco di due stagioni.
Nel 1984 si trasferisce al Monza dove disputa altri due campionati di Serie B, per un totale di 42 presenze, prima di retrocedere in Serie C1.
Nel 1987 passa alla Ternana, con cui vince il campionato di Serie C2 1988-1989 ed in seguito disputa altri due campionati di Serie C1 con lo Spezia ed uno di Serie C2 con il Catanzaro.